# Florien Hilgenkamp

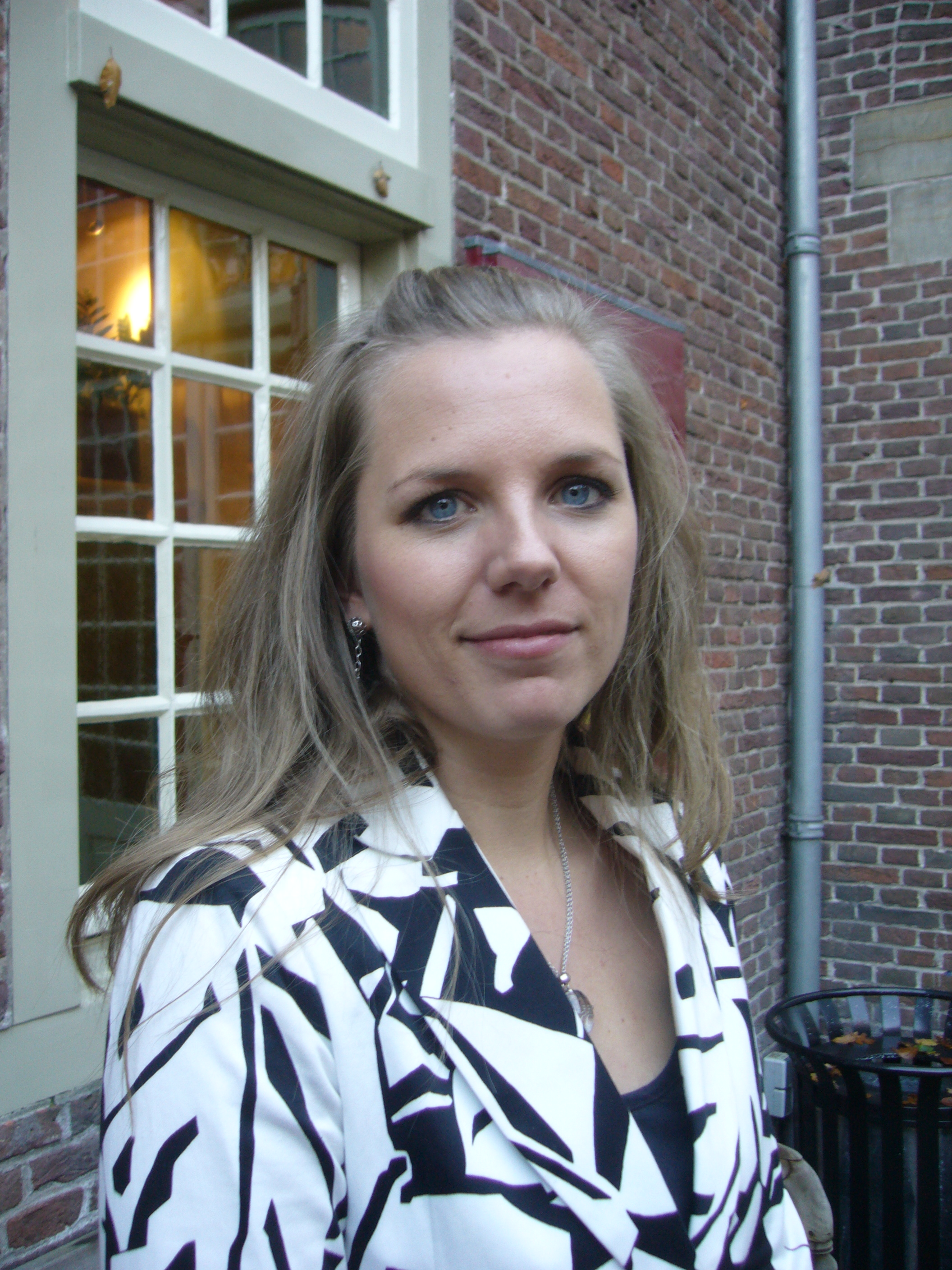
Florien Hilgenkamp in 2009

Florien Hilgenkamp (13 september 1985) is een Nederlandse sopraan.

## Levensloop
Hilgenkamp behaalde haar masterdiploma aan het Codarts Rotterdams Conservatorium bij Roberta Alexander en Carolyn Watkinson. Ze volgde masterclasses en coachings bij Christiane Oelze, Barbara Bonney, Jard van Nes, Rudolf Piernay, Alexander Oliver, Stephen Wilder en Rudolf Jansen.
Hilgenkamp was onderdeel van het Nieuwe Stemmen-ensemble van de Operadagen Rotterdam editie 2016. Op dit festival zong ze de rol van Euridice uit de opera L'Orfeo van Monteverdi onder leiding van Timothy Nelson. Verder was Hilgenkamp op het operatoneel te horen in de rol van Philidel (King Arthur), Sorceress (Dido & Aeneas), Vi (Blue Monday), Mustardseed (A midsummer night's dream) en Eine Grisette (Die Lustige Witwe). Samen met pianiste Celia García García vormt ze het komische klassieke duo "Rabbits at top speed" en speelde ze in de voorstelling Ik zal het liefde noemen, geregisseerd door Marc Krone. "Rabbits at top speed" was te zien en te beluisteren op Radio 4, in het Compagnietheater in Amsterdam, tijdens de Museumnacht Rotterdam, Festival de Oversteek in Nijmegen en het festival Operadagen Rotterdam.
Ze won de publieksprijs tijdens de competitie van de Prix d'Harmonie in Rotterdam en de eerste prijs bij het Netherlands American Community Concert in het Concertgebouw van Amsterdam. Hierdoor kreeg ze de kans een solorecital te geven in Carnegie Hall in New York. Ook gaf ze een liedrecital in de Jurriaanse Zaal van concertgebouw De Doelen in Rotterdam. Met liedrepertoire was ze te horen op het festival Muziekzomer Gelderland en de Dag van de Romantische Muziek in Rotterdam.
Hilgenkamp is veelvuldig te horen in religieuze werken. Zo nam ze de sopraansolo voor haar rekening in de passies van Bach, Stabat Mater (Pergolesi), Messiah (Händel), Requiem (Fauré), Gloria (Vivaldi), Petite Messe Solennelle (Rossini), Requiem (Mozart), Ein deutsches Requiem (Brahms), Magnificat (Bach) en Oratorio de Noël (Saint-Saëns). Ze voerde modern repertoire uit zoals de Folk Songs (Berio), Stabat Mater (Thomson) en Dances (L. Andriessen). Ze zong met het Rotterdam Ensemble, Florilegium Musicum, Holland Symfonie Orkest, Het Promenade Orkest en het Codarts Symphony Orchestra. Hilgenkamp werkte met dirigenten als Philip Pickett, Roy Goodman, Hans Leenders en Henk Guittart.